# Armes de destruction massive en Iran
 (mars 2016).
En 2008, l’Iran affirme ne pas avoir d’armes de destruction massive et a signé des traités pour interdire leur possession dont la convention des armes biologiques, la convention des armes chimiques et le traité de non prolifération nucléaire (TNP).
Certains gouvernements, dont celui de la France, des États-Unis (qui ont quitté l'accord en 2018 sous la présidence de Donald Trump), du Royaume-Uni, d'Allemagne et de Russie, pensent que l'Iran a l'intention cachée de développer et d'utiliser l'arme nucléaire dans son programme en cours de développement de missiles balistiques mis en œuvre par la force aérospatiale de l'armée des Gardiens de la révolution islamique. La question est pendante devant le Conseil de sécurité des Nations unies qui a adopté notamment la résolution 1696 le 31 juillet 2006, la résolution 1737 le 23 décembre 2006 et résolution 1747 du 24 mars 2007 et la résolution 1803 (en) du 3 mars 2008 sur le sujet et qui impose des sanctions économiques et commerciales depuis décembre 2006.
L'Iran a ratifié la Convention sur l'interdiction des armes biologiques le 22 août 1973 et possède des programmes avancés de recherche en génie génétique et biologique qui profitent à une industrie produisant des vaccins de classe mondiale à usage domestique et tourné aussi vers l'export. La nature duale de cet usage et de ces installations font que l'Iran comme tout pays ayant des programmes de recherche biologique avancés pourrait facilement produire des agents biologiques à des fins militaires.
L'Iran a signé la Convention sur l'interdiction des armes chimiques le 13 janvier 1993 et l'a ratifiée le 3 novembre 1997. Ayant subi des attaques chimiques sur des champs de bataille occasionnant des dizaines de milliers de morts civils et militaires durant la guerre Iran-Irak (1980-1988), l'Iran a fait connaître publiquement son opposition à l'emploi d'armes chimiques, faisant de nombreux commentaires « au vitriol » dans de nombreux forums internationaux contre l'emploi par l'Irak de telles armes.

## Potentialité de détention d'armes chimiques et biologiques
Le programme chimique iranien a connu ses premiers développements durant la guerre Iran-Irak après le début des attaques de ce pays avec ce type d'armements. Il a proliféré en 1987, lorsque des agents chimiques ont été livrés à la Libye.
L'Iran a adhéré en 1993 à la convention sur les armes chimiques et a rejoint la conférence des États de l'Organisation pour l'interdiction des armes chimiques en déclarant deux installations, aujourd'hui non opérationnelles.
Un rapport de la CIA de janvier 2001 écrit que l'Iran a fabriqué et stocké des armes chimiques comprenant des ampoules (plaquettes), gaz suffocants, échantillons sanguins, et probablement des agents neurologiques et les bombes et artilleries pour les lancer. Il ajoute que les six premiers mois de 2001, l'Iran a cherché à acquérir la technologie de production, la formation, l'expertise, le matériel et les produits chimiques auprès d'entités en République populaire de Chine et Russie, que l'Iran pourrait utiliser pour atteindre son but de posséder des capacités de production neurologique locale ; les estimations actuellement disponibles tablent sur une réelle aptitude iranienne à la guerre chimique offensive, citant une capacité de production de 1 000 tonnes par an dans quatre centres de production. Les estimations sur les capacités défensives des forces iraniennes et leur capacité à combattre dans un environnement chimique sont plus réservées.
Dans son rapport de 1993, le Service des renseignements extérieurs de la fédération de Russie a déclaré que la possibilité que de petites quantités d’agent bactériologique aient déjà été créées ne pouvait être écartée et a noté que l’Iran aurait cherché à faire l’acquisition « de façon non officielle » de matériel se prêtant à la production de mycotoxines en particulier.
Le Office of Technology Assessment (en) du Congrès des États-Unis a, en 1993, mis l'Iran dans la liste des huit États qui sont reconnus de façon générale comme ayant un programme non déclaré de fabrication d’armes biologique offensives.
Un rapport de 2005 du département d'État des États-Unis déclare que l'Iran a commencé à élaborer des armes biologiques offensives lors de la guerre Iran-Irak et que leur vaste et légitime industrie biomédicale et biotechnologique « pourrait facilement accéder en secret à des capacités de production à l'échelle industrielle en vue d'un programme potentiel d'armes biologiques (AB) et pourrait masquer un accès à du matériel de traitement d'armes biologiques ».
Il est précisé plus loin dans le rapport que « d'autres informations témoignent d'un programme offensif mature, capable d'évoluer rapidement et qui pourrait rapidement produire ces armes par de multiples moyens ».

## Programme nucléaire iranien

Carte des installations nucléaires iraniennes.

En 1987, le premier ministre Mir Hossein Moussavi a signé les premiers accords secrets avec Abdul Qadeer Khan, le responsable du programme nucléaire militaire pakistanais, pour l'achat clandestin de la technologie d'enrichissement de l'uranium.
Selon James Risen, l'Opération Merlin déclenchée en 2000 et destinée à transmettre à l'Iran les plans défectueux d'une arme nucléaire dans le but de retarder le programme nucléaire iranien a avorté lorsque le savant russe chargé de cette mission s'est aperçu des erreurs et a attiré l'attention des Iraniens sur celles-ci.
La découverte en 2002, confirmée par l’Agence internationale de l'énergie atomique (AIEA), d’éléments d’un programme clandestin d’enrichissement et de retraitement, contraire aux engagements de l’Iran, a suscité une très forte préoccupation de la communauté internationale.
Par l’accord de Paris, signé le 15 novembre 2004 et négocié par la France, l'Allemagne et le Royaume-Uni avec le soutien de l'Union européenne, l’Iran avait accepté de suspendre toutes ses activités liées à l’enrichissement et au retraitement.
Mais en violation de cet accord, l’Iran a repris ses activités nucléaires sensibles : d’abord en août 2005, les activités de conversion à Ispahan, puis, en janvier 2006, les activités d’enrichissement à Natanz. C’est la raison pour laquelle le Conseil des gouverneurs de l’AIEA, réuni en session extraordinaire en février 2006, a entériné la saisie du conseil de sécurité des Nations unies à une très large majorité.
Selon l'Agence internationale de l'énergie atomique, l'Iran ne possède pas en 2007 d'armes nucléaires ni même d'uranium suffisamment enrichi pouvant servir à des fins militaires. Le 6 mars 2006, le directeur général de l'AIEA, Mohamed El Baradei, a déclaré que « l'Agence n'a noté aucune déviance de matériel nucléaire vers des fins militaires ou autre engin nucléaire explosif, mais qu'après trois ans d'inspections intensives il y avait toujours des doutes à la fois sur l'étendue et le but du programme nucléaire iranien ». Peu de temps auparavant, des plans de fabrication de demi-hémisphères en uranium métal avaient été découverts par l'agence, et on ne connaît aucune autre application autre que militaire à ces pièces. L'Iran a annoncé le 11 avril 2006 qu'il venait d'enrichir de l'uranium combustible à 3,5 %.
Le 12 mai 2006, il a été apparemment rapporté qu'on avait noté la présence d'uranium hautement enrichi (bien au-delà de 3,5 %) « sur un site où l'Iran avait nié toute présence d'opérations atomiques sensibles ». Ils ont trouvé des particules d'uranium hautement enrichi (UHE) mais il n'est pas établi que c'était une contamination de centrifugeuses découvertes préalablement (matériel importé) ou si c'était un phénomène nouveau." déclara un diplomate proche de l'AIEA. Au 1er juin 2006, ces déclarations n'ont pas été confirmées par l'AIEA,,. Un rapport de 2006 de l'AIEA reconnaît cette découverte, mais l'agence conclut finalement que ces traces sont dues aux équipements et non à un programme militaire.
L'Iran a signé le Traité de non-prolifération nucléaire le 1er juillet 1968 et l'a ratifié le 2 février 1970. Le 18 décembre 2003, l'Iran a signé un protocole additionnel qui permet aux inspecteurs de l'AIEA de contacter des personnes, d'accéder à de la documentation relative à l'obtention de matériel et au matériel à usage double, à certains ateliers de l'armée et sites de recherche-développement.
Le président Ahmadinejad a déclaré publiquement ne pas développer d'armes nucléaires. Le 9 août 2005, le chef suprême de l'Iran, l'ayatollah Ali Khamenei a prononcé une fatwa selon laquelle la production, le stockage et l'usage d'armes atomiques étaient interdits par l'islam et que l'Iran n'acquerrait jamais de telles armes.
Une étude de 2005 de l'Institut international d’études stratégiques a conclu que « si l'Iran jetait sa prudence aux orties et recherchait l'arme nucléaire le plus vite possible sans se soucier des réactions internationales, il pourrait produire assez d'UHE pour un vecteur atomique avant la fin de cette décennie, sans aucun problème technique ». D'autres programmes de développement plus plausibles que l'Iran pourrait choisir pourraient prendre plus d'une décennie. En 2006, le directeur du renseignement national, John Negroponte a déclaré que l'Iran pourrait construire une arme atomique entre 2010 et 2015.
Le 14 décembre 2009, The Times déclare que des documents iraniens de 2007 font état de travaux sur des détonateurs pour les armes nucléaires.
Le 8 novembre 2011, une source journalistique en France affirme que d'après l'AIEA « l'Iran a mené des activités visant à mettre au point un engin explosif nucléaire » en se fondant sur une information émanant d'une agence de presse, elle-même basée sur un rapport de l'AIEA non encore publié. Un rapport sera effectivement dé-classifié le 18 novembre 2011.
Le 14 juillet 2015, l'accord de Vienne sur le nucléaire iranien est signé par les États-Unis, la Russie, la Chine, la France, le Royaume-Uni et l'Allemagne, ainsi que par l'Union européenne et l'Iran. Le 8 mai 2018, le président des États-Unis, Donald Trump, annonce le retrait américain de cet accord.
En aout 2016, le physicien nucléaire Shahram Amiri, accusé d'avoir fourni des renseignements aux États-Unis, est exécuté.

### Installations nucléaires
Fin 2001, des officiers du renseignement américain confièrent à Seymour Hersh que les installations nucléaires iraniennes les plus importantes ne se trouvaient pas à Bushehr, qui peut être surveillée par l'AIEA, mais sur des sites secrets gardés par l'armée.
Ce n'est qu'en 2002 que les États-Unis commencèrent à se douter des intentions nucléaires iraniennes après que l'Organisation des moudjahiddines du peuple iranien, membre du Conseil national de la résistance iranienne, un mouvement d'opposition, révéla l'existence des sites de Natanz et Arak.
Le 9 avril 2007, le président Ahmadinejad annonce officiellement que le programme d’enrichissement est entré « dans sa phase industrielle » et le président de l’Organisation de l’énergie atomique iranienne réaffirme l’objectif d’installation de 50 000 centrifugeuses à Natanz.
En novembre 2007, un rapport de l'AIEA apporte pour la première fois la confirmation officielle que l'Iran a commencé à expérimenter, sur des centrifugeuses P-2, un matériel sophistiqué obtenu illégalement auprès du réseau clandestin du scientifique pakistanais Abdul Qadeer Khan. 3 000 centrifugeuses sont en service le 3 novembre 2007 et permettent, en théorie, de fabriquer suffisamment de matière fissile pour fabriquer une bombe nucléaire en une année.
La construction d'un second centre d'enrichissement d'uranium à l'Ouest de la ville de Qom dans une base militaire des Gardiens de la révolution islamique a été constaté par les services de renseignements occidentaux depuis plusieurs années. Il a été annoncé par l'Iran à l'AIEA le 21 septembre 2009 devançant de peu les puissances occidentales qui utilisent la dénonciation du site comme un atout majeur dans leurs négociations avec l'Iran. Il pourrait comprendre 3 000 centrifugeuses.
Début 2009 le stock d'uranium faiblement enrichi de l'Iran est officiellement de 1 010 kg selon un rapport de l'AIEA du 20 février 2009, soit un tiers de plus que la quantité déclarée auparavant par ce pays. Lors des négociations à Vienne d'octobre 2009, on indique un stock de 1 500 kg.
En août 2013, elle déclare posséder 18 000 centrifugeuses dont 10 000 en activité.

### La position iranienne
Lors d'un sermon à l’université de Téhéran le 14 décembre 2001; l'ancien président  Hachemi Rafsandjani déclare que « l’emploi d’une seule arme nucléaire contre Israël détruirait tout, mais, contre le monde musulman, ne causerait que des dommages limités », qui suggère que l’emploi de l’arme nucléaire contre Israël pourrait être concevable.
En février 2003, après la révélation de son programme clandestin, le président Mohammad Khatami, révèle que l'Iran a entamé un programme d’extraction d'uranium, et annonce des plans visant à développer un cycle du combustible nucléaire.
L'Iran déclare que le but de son programme nucléaire est la production d'électricité et que toute autre utilisation violerait le traité de non-prolifération nucléaire qu'il a signé (mais dont il a menacé de se retirer) et serait en contradiction avec les principes religieux de l'Iran. L'Iran affirme que l'énergie nucléaire est nécessaire pour une population croissante et un pays qui s'industrialise rapidement. Il souligne le fait que sa population a plus que doublé en 20 ans, que le pays importe de l'essence et de l'électricité et que ce combustible fossile dégrade beaucoup l'environnement du pays. De plus, l'Iran demande pourquoi on ne l'autoriserait pas à diversifier ses sources d'énergie alors que ses réserves pétrolières s’épuiseront dans un avenir assez proche.
Il affirme que son pétrole de qualité doit être utilisé pour fabriquer des produits à haute valeur ajoutée et pas simplement de l'électricité. Il soulève aussi des questions financières, affirmant que développer la capacité en surplus de son industrie pétrolière coûterait 40 milliards de dollars, sans compter les complexes énergétiques. Exploiter l'énergie nucléaire n'en coûte qu'une infime partie sachant que l'Iran possède des réserves abondantes et accessibles de minerai d'uranium.
L'Iran a juridiquement le droit d'enrichir l'uranium à des fins pacifiques, d'après le traité TNP. L'Iran et d'autres pays en voie de développement signataires du TNP qualifient la position des pays occidentaux d'hypocrite, affirmant que le but originel du TNP était le désarmement nucléaire mondial.
Signataire du TNP, il compare sa situation avec trois pays qui ne l'ont pas ratifié et qui ont développé des capacités nucléaires militaires : Israël en 1968, l'Inde en 1974 et le Pakistan en 1998. Le 14 novembre 2004, le principal négociateur iranien sur le nucléaire a déclaré que son pays acceptait volontairement et temporairement de suspendre son programme d'enrichissement d'uranium après des pressions de l'Union européenne, pour le compte de la France, de l'Allemagne et du Royaume-Uni, pour donner des gages de confiance pendant une période raisonnable (six mois ont été évoqués).
Le président iranien Mahmoud Ahmadinejad a déclaré en 2005 dans un discours à l'Assemblée générale des Nations unies : « Nous constatons qu'alors que certains puissants pays contrôlent complètement les ressources et la technologie de l'énergie nucléaire, ils nient à d'autres le droit d'y accéder et ainsi élargissent le fossé entre les grandes puissances et le reste de la communauté internationale… L'usage pacifique de l'énergie nucléaire sans le cycle (complet) du combustible nucléaire est une proposition vide (de sens) ».
Le 6 août 2005, l'Iran a rejeté une proposition de 34 pages de l'Union européenne visant à aider l'Iran à construire « un programme sûr de recherches et de production d'énergie nucléaire civil sûr, non-proliférant, et économiquement viable ». Les Européens, avec l'agrément des États-Unis, essayèrent d'entraîner l'Iran dans un processus d'engagement ferme à ne pas fabriquer d'armes atomiques en proposant de lui fournir du combustible et de l'aide à long terme qui faciliterait la production d'électricité à partir de l'énergie nucléaire. Le porte-parole du ministère iranien des affaires étrangères, Hamid Reza Asefi, rejeta cette proposition : « Nous avons déjà dit que tout plan doit reconnaître à l'Iran le droit d'enrichir l'uranium ».
L'Iran a repris son programme d'enrichissement de l'uranium en janvier 2006, ce qui a poussé l'AIEA à en référer devant le Conseil de sécurité des Nations unies. Le 11 avril 2006, le président iranien Ahmadinedjad a annoncé que des savants iraniens sur le site pilote de Natanz avaient enrichi de l'uranium à 3,5 % en utilisant une petite cascade de 164 centrifugeuses à gaz. Dans un discours télévisé depuis Machhad, il a déclaré : « J'annonce officiellement que l'Iran a rejoint le groupe des pays possédant la technologie nucléaire ».
En mai 2006, des membres du Parlement iranien, le Majles, écrivirent une lettre au secrétaire général des Nations unies Kofi Annan menaçant de se retirer du TNP si le droit de l'Iran à l'usage pacifique de l'énergie nucléaire selon le Traité n'était pas protégé.
En septembre 2009, un des conseillers du président iranien Mahmoud Ahmadinejad, Ali Akbar Javanfekr (en), a conseillé aux États-Unis et leurs alliés de commencer à « accepter » l’Iran en tant que « puissance nucléaire », « le premier pas » selon lui vers la normalisation des rapports avec les pays occidentaux.
Des négociations ont eu lieu entre octobre 2009 et novembre 2009 entre l'Iran et la France, les États-Unis et la Russie au siège de l'AIEA à Vienne. Le projet d'accord présenté par le directeur général de l'AIEA, Mohamed El Baradei, prévoit le transfert, en une seule fois, de 75 % du stock officiel de 1,5 tonne d'uranium faiblement enrichi vers la Russie puis la France pour y être traité et converti en combustible afin d'être exploité dans la centrale de recherche de Téhéran. Au 30 octobre 2009, l'Iran a rejeté cette proposition. L'Iran, déclarant ne plus avoir confiance envers les pays occidentaux, demande que cet échange se fasse en plusieurs fois, en simultané  et sur son propre territoire (il renonce cependant rapidement à cette dernière condition). L'Iran indique que, si aucun accord n'est trouvé, il enrichira de l'uranium à 20 % lui-même.
Le 27 novembre 2009, l'AIEA adopte une résolution condamnant Téhéran sur son programme nucléaire controversé.
Le 29 novembre 2009, Ahmadinejad annonce que l'Iran allait construire dix nouvelles usines d'enrichissement d'uranium et produire de l'uranium enrichi à 20 %.
Le 17 mai 2010, un accord tripartite entre l'Iran, le Brésil et la Turquie est signé pour l'enrichissement de l'uranium à 20 % hors de l’Iran. Cet accord prévoit que l’échange se fasse en Turquie et simultanément. Cet accord est catégoriquement rejeté par les États-Unis, la Grande-Bretagne et la France, bien qu'il répondait aux exigences précédemment formulées par ces mêmes puissances.

### Les positions étrangères

#### La position américaine
La toute première inquiétude américaine à voir l'Iran se doter de l'arme nucléaire vient du fait que les États-Unis accusent l'Iran de soutenir le terrorisme international.
L'administration américaine estime que l'Iran n'a pas besoin d'énergie nucléaire puisque possédant d'abondantes réserves de pétrole, ce serait bien moins cher de fabriquer de l'énergie à partir de pétrole plutôt que de fabriquer de l'énergie nucléaire.
En 2003, les États-Unis déclarent que Téhéran s'est « rendu responsable » d'avoir cherché à fabriquer des armes nucléaires en violation des accords signés. Depuis lors, le programme de développement nucléaire iranien occupe le devant de la scène de la politique internationale et du Moyen-Orient.
Une raison potentielle de la résistance américaine réside dans la géopolitique du Moyen-Orient. Essentiellement, les États-Unis éprouvent la nécessité de prévenir toute possibilité pour l'Iran d'avoir la capacité de s'armer avec le nucléaire. Une partie de la technologie nucléaire est à double usage, c'est-à-dire qu'elle peut servir à fabriquer de l'énergie pacifique mais peut aussi, selon les pays s'opposant à son programme, servir à fabriquer des armes nucléaires. Ce cas de figure a déjà eu lieu dans les années 1960 lorsque l'Inde s'est dotée de son propre programme d'armement nucléaire. Un Iran nucléaire dans la région affaiblirait considérablement le pouvoir de l'Occident. Un Iran nucléaire pourrait aussi agir comme un catalyseur pour d'autres pays du Moyen-Orient qui chercheraient à fabriquer aussi ces armes pour s'en protéger.
De plus, l'Iran est souvent mis au ban pour son soutien au Hamas et surtout au Hezbollah.
En juin 2005, la Secrétaire d'État américaine Condoleezza Rice exige que le chef de l'AIEA Mohamed El Baradei durcisse son attitude envers l'Iran sinon il ne serait pas nommé pour un troisième mandat à la tête de cet organisme. Selon l'AIEA, le degré de coopération iranienne a varié selon les autres questions géopolitiques : parfois l'AIEA le félicitait, parfois il le sermonnait.
En 2005, les États-Unis dénoncent l'Iran et sa tentative réussie d'enrichissement d'uranium pour obtenir du combustible lorsque le porte-parole Scott McClellan déclare qu'ils « continuent à montrer que l'Iran va dans la mauvaise direction ».
Le lundi 3 décembre 2007, un rapport de l'Intelligence Community estime que l'Iran aurait arrêté ses plans d’armes nucléaires en 2003 et déclare ne pas connaître les intentions actuelles de l’Iran.
« Nous ne savons pas si (l’Iran) a actuellement l’intention de développer des armes nucléaires ». Le rapport ajoute que l’Iran, « au minimum, garde ouverte (cette) option » et qu'elle pourrait être capable, entre 2010 et 2015, de produire assez d’uranium hautement enrichi, pour la fabrication de bombes atomiques.

#### Autres réactions internationales
Les déclarations et contre-déclarations ont fait peser énormément de pression sur l'Iran pour qu'il révèle tous les aspects de son programme nucléaire depuis le début. Une bonne partie de cette pression provient des partenaires économiques de l'Iran : l'Europe, le Japon et la Russie. L'Iran a mis longtemps à répondre, affirmant que la pression n'était qu'une tentative des États-Unis pour l'empêcher d'accéder à la technologie nucléaire civile.
Le 16 février 2006, le ministre français des Affaires étrangères, Philippe Douste-Blazy déclara : « Aucun programme nucléaire civil ne peut expliquer le programme nucléaire iranien. C'est un programme nucléaire militaire clandestin ». En visite à Washington, fin janvier 2008, le ministre français de la défense, Hervé Morin a publiquement émis des doutes sur un arrêt du programme militaire iranien et le 16 janvier 2009, le président français Nicolas Sarkozy déclare que le programme d'enrichissement de l'uranium « n'a aucune finalité civile ».
Le 25 septembre 2009, lors du sommet du G20 de Pittsburgh, les présidents Barack Obama et Nicolas Sarkozy et le Premier ministre britannique Gordon Brown dénoncent la construction de l'installation nucléaire iranienne de Qom et incitent une nouvelle fois l'Iran à négocier avec le P5+1 (les cinq membres permanents du Conseil de sécurité de l'ONU plus l'Allemagne).

#### La position israélienne
Israël affirme que l'Iran poursuivrait activement un programme nucléaire militaire [réf. nécessaire] et considère que l'Iran n'hésiterait pas à utiliser l'arme nucléaire contre Israël. Elle se base sur la position de la république islamique d'Iran qui ne reconnait pas la légitimité de l'État d'Israël.[réf. nécessaire]
Israël s'inquiète de voir l'Iran élaborer des missiles capables de transporter des têtes nucléaires vers son territoire. Il s'en inquiète lorsque l'Iran fit publiquement défiler quelques missiles sous des bannières anti-israéliennes telles que « Mort à Israël » (lien inactif)
On peut résumer les raisons de l'inquiétude israélienne en 4 points [réf. nécessaire] :
1. Le président iranien Mahmoud Ahmadinejad et d'autres leaders iraniens nient la légitimité de l'État d'Israël.
2. L'Iran développerait sa technologie nucléaire civile dans des installations clandestines[56],[57]
3. Les deux pays possèdent des missiles pouvant s'atteindre mutuellement
4. L'Iran a des liens avec le Hezbollah

Le 11 décembre 2005, le Premier ministre israélien d'alors, Ariel Sharon, mit les Forces de défense israéliennes en état d'alerte maximum pour être en mesure d'ordonner des raids aériens contre les installations nucléaires iraniennes.
Le 6 avril 2008, Benyamin Ben Eliezer, alors ministre des Infrastructures, a publiquement menacé de « réduire à néant l'Iran » si ce dernier venait à s'en prendre militairement à l'État hébreu.

#### Opinions de pays musulmans
Le 14 décembre 2001, l'ancien président iranien et personnage religieux musulman Akbar Hashemi Rafsandjani fit une allusion à la position de l'Iran envers Israël et le monde occidental. Il déclara (selon une traduction de la BBC) :
« Si un jour le monde musulman venait à s'équiper d'armes semblables à celles qu'Israël possède actuellement, alors la stratégie impérialiste se verra bloquée car une seule bombe atomique (lancée) sur Israël détruira tout. Mais cela ne fera que nuire au monde musulman. Il n'est pas irrationnel de s'attendre à une telle éventualité »
Cependant, des années plus tard, le 3 décembre 2004, il annonce :
« Si Allah le veut, nous allons bientôt faire partie du club des pays ayant une industrie nucléaire, avec toutes ses applications sauf la militaire, qui ne nous intéresse pas. Nous voulons obtenir ce à quoi nous avons droit. Je dis sans équivoque que pour rien au monde nous ne voudrons renoncer à nos droits légaux et internationaux. Je dis aussi sans équivoque à ceux qui font de fausses déclarations : l'Iran ne recherche pas l'arme nucléaire mais ne renoncera pas à ses droits. Vos provocations ne nous mèneront pas à chercher à obtenir l'arme nucléaire. Nous espérons que vous reviendrez bientôt à la raison et ne pousserez pas le monde dans la crise et la dispute.« memritv.org »(Archive.org • Wikiwix • Archive.is • Google • Que faire ?) (consulté le 20130318) »
Le 9 août 2005, l'ayatollah Ali Khamenei a prononcé une fatwa interdisant la production, le stockage et l'usage d'armes nucléaires. Le texte de cette fatwa n'a pas été divulgué bien que référencé dans un discours officiel de l'A.I.E.A à Vienne.
Le San Francisco Chronicle a rapporté, le 31 octobre 2003, que de grands ayatollahs comme l'ayatollah Youssef Saanei et des religieux iraniens dont Ali Khamenei ont déclaré à plusieurs reprises que l'islam interdit le développement et l'usage de toute arme de destruction massive. SF Gate.com a cité l'ayatollah Ali Khamenei qui a déclaré : « La République islamique d'Iran, fondée sur ses croyances légales et religieuses fondamentales, n'aurait jamais recours à des armes de destruction massive. Contrairement à la propagande de nos ennemis, nous sommes fondamentalement contre toute production d'armes de destruction massive de toute forme ».
Le 16 février 2006, le quotidien Internet réformiste Rooz rapporta pour la première fois qu'un religieux extrémiste de Qom, Mohsen Gharivian, un élève de l’ayatollah Yazdi, a annoncé que « quand tout le monde est équipé d'armes nucléaires, on peut l'utiliser pour se défendre sans contrainte religieuse particulière, tout dépend du but de cette utilisation »
Le 21 avril 2006, des représentants des dirigeants palestiniens prirent la parole à un rassemblement à Damas. Anwar Raja, représentant le Front populaire de libération de la Palestine (FPLP) a déclaré:
«  Le peuple iranien combattant possède maintenant des capacités nucléaires. Mon frère, représentant de l'Iran assis ici, laissez-moi vous dire que nous, les Palestiniens, sommes favorables à un Iran qui possède la bombe et pas seulement juste de l'énergie à des fins pacifiques.« memritv.org »(Archive.org • Wikiwix • Archive.is • Google • Que faire ?) (consulté le 20130318) »
Le 3 mai 2006, la télé syrienne accorda un entretien à l'ayatollah irakien Ahmad Husseini Al Bagdadi dans lequel il accordait son soutien au monde musulman pour qu'il acquière l'arme nucléaire:
« Comment se fait-il qu'Israël ait 50 bombes atomiques ? Pourquoi sont-ils sélectifs [ndt: à propos des Américains] ? Pourquoi un pays musulman n'aurait-il pas le droit d'avoir une bombe atomique ?
Je ne fais pas allusion au programme iranien dont l'Iran dit qu'il est à des fins pacifiques. Je veux parler de la bombe atomique.

Ce pays musulman doit obtenir une bombe atomique. Sans la bombe atomique, nous continuerons d'être opprimés, et la destruction de l'Amérique... La stupidité américaine... L'âne américain même ne cessera de nous attaquer parce que les Américains sont très prétentieux. »
Un article du New York Times paru samedi 3 octobre 2009 déclare avoir recueilli des témoignages de diplomates européens ayant pu accéder au document intitulé « possible dimension militaire du programme nucléaire iranien » annexe secrète du dernier rapport d’étape des inspecteurs, avant la session du conseil des gouverneurs de l’agence du 7 septembre 2009. Ils confirment la mention de tests visant à modifier des missiles balistiques Chahab-3 pour y loger des ogives nucléaires et à mettre au point des détonateurs à forte puissance pour celles-ci. Affirmant que Téhéran a acquis « suffisamment de connaissances pour pouvoir élaborer et fabriquer » une bombe atomique « fonctionnelle », le rapport s’appuie sur les intrusions informatiques réalisées par les services secrets occidentaux, les trouvailles de terrain, les renseignements fournis par le transfuge iranien, le général Ali Reza Askari des gardiens de la révolution, et ceux contenus dans un ordinateur portable exfiltré par un transfuge non identifié. Selon certaines sources, ces deux individus n’en feraient qu’un.
Ces déclarations semblent contredites par le fait que l'Iran déclare avoir reçu des plans d'armes nucléaires par le Pakistan lors d'achats au marché noir de centrifugeuses à ce pays.
La République islamique du Pakistan possède des armes nucléaires. (voir Pakistan et armes de destruction massive).

#### La déclaration de Bakou
Une déclaration signée le 20 juin 2006 par les ministres des Affaires étrangères de 56 pays de l'Organisation de la conférence islamique (comptant 57 membres) déclare que « la seule voie pour résoudre le sujet du nucléaire en Iran est de reprendre toutes les négociations sans aucune condition préalable et d'améliorer la coopération en faisant coopérer toutes les parties prenantes. »

#### Mouvement des non-alignés
Le 16 septembre 2006 à Cuba, les 118 pays membres du Mouvement des non-alignés ont déclaré qu'ils soutenaient le programme nucléaire civil de l'Iran dans leur déclaration écrite finale. Cela représente une majorité très nette des 192 pays membres des Nations unies.
Le 26 août 2009, les 118 pays déclarent qu'ils appuieront l'Iran lors du congrès de l'AIEA le 14 septembre 2009 mais ont refusé à cette date leur soutien formel à un projet iranien de résolution visant à interdire les attaques contre des installations nucléaires, « opérationnelles ou en cours de construction ».

## Vecteurs

### Les missiles

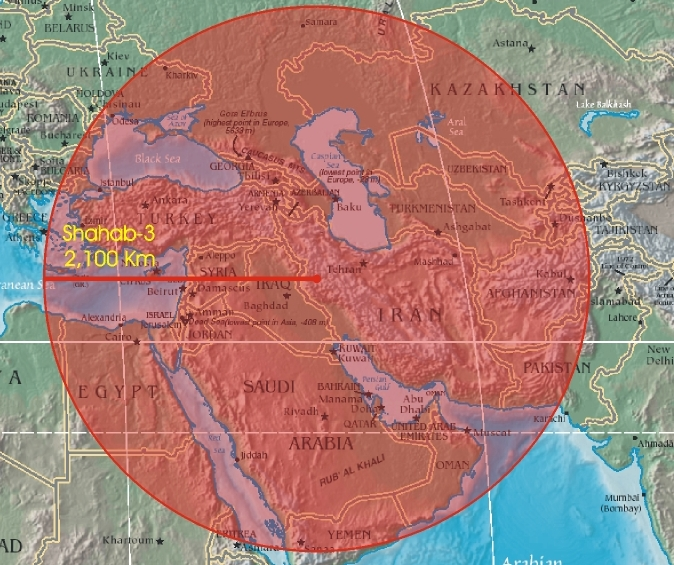
La portée annoncée des Shahab-3 selon l'Iran.

Les missiles balistiques iraniens sont mis en œuvre par les forces aériennes des Gardiens de la révolution islamique qui ont été renommés au début des années 2010 force aérospatiale de l'armée des Gardiens de la révolution islamique.
On pense que l'Iran possède une réserve de 25 à 100 missiles Shahab-3 qui ont une portée de 2 000 km, pouvant être dotés d'explosifs conventionnels puissants, de têtes chimiques, biologiques, à dispersion rayonnante, et potentiellement de têtes nucléaires. On pense qu'un Shahab-4 avec une portée de 2 500 km et une charge de 1 000 kg est en cours d'élaboration. L'Iran a déclaré que le Shahab-3 est le dernier de ses missiles militaires et qu'il développe le Shahab-4 pour lancer des satellites de surveillance et de communication. On pense aussi qu'un Shahab-5 (en), missile balistique intercontinental, est en cours d'élaboration.
L'Iran a douze X-55, missiles de croisière soviétiques de longue portée, sans tête nucléaire et achetés illégalement au marché noir à l'Ukraine en 2001. Le X-55 a une portée de 2 500  à   3 000 km.
Le 2 novembre 2006, l'Iran procède à des tirs de missiles balistiques Shahab-3. Ces missiles, dotés d'une portée de 2 000 km, peuvent porter des ogives avec sous-munitions. L'Iran annonce d'autres tirs, ainsi que plusieurs autres essais dans le cadre de manœuvres militaires.
Les services secrets américains penseraient que l'Iran a obtenu de la Corée du Nord dans les années 2000 dix-neuf missiles stratégique BM25 Musudan d'une portée de plus de 3 200 km. Les sources de renseignement disent que ces missiles balistiques basés sur un missile mer-sol balistique stratégique soviétique serviraient de base à la conception d'engins plus performants.

### Avions
En 2006, l'armée de l'air iranienne possède 27 à 30 avions d'attaque au sol Soukhoï Su-24 MK.

## Terrorisme d'État
Cinq membres de l'administration iranienne sont formellement accusés par la justice argentine d'avoir commandité en 1994 l'attentat de l'AMIA à Buenos Aires perpétré par le Hezbollah par mesure de rétorsion contre l'Argentine qui n'avait pas rempli les obligations d’un contrat prévoyant un transfert de technologie nucléaire à Téhéran. Bien qu'aucune de ces accusations n'ait pu être prouvée en 2020, le gouvernement argentin continue fermement de croire à l'implication de l'Iran.